# تشارلز باين
تشارلز باين (بالإنجليزية: Charles Payne)‏ (31 يوليو 1876 في أستراليا - 28 يناير 1938) هو لاعب كريكت أسترالي. لعب مع فريق تسمانيا للكريكت.

## وصلات خارجية
- تشارلز باين على موقع إي آس بي آن كريك إنفو (الإنجليزية)